# Карабоазки блата
Карабоазките блата са блата, разположени до река Дунав, в Чернополската низина. В миналото до създаването на Карабоазката дига (дълга 38 км и 600 м - от с. Искър до гр. Гулянци), построена в периода 1929-1931 г. е имало 7 големи блата - Витра (Видра) с площ 13 км², Краеща (Крайще) с площ 9,2 км², Дезина (Десна) с площ 3 км², Дълбока и Гигенските блата. След това те са били унищожени с построяването на дигата. В тези блата са гнездили различни видове блатни птици (чапли, ибиси, дъждосвирци, патици, рибарки, жерави, лопатарки и мн. др.) и са се срещали разнообразни водни растения. Цялата повърхност на блатото Витра е била покрита с бели водни лилии. Сега остатъци от тях са блатата Лъката (3 малки блата, най-голямото с площ 1 ха), Гигенските блата (6 блата до селото, най-голямо е южното с площ 2 ха), блато Копаното Гърло, западно от с. Загражден, с площ 28 ха, Калилото, което е запазена част на Витра с площ 45 ха, Загражденски блата (3 блата до с. Загражден, най-голямото с площ 1,9 ха), Дъбовански блата (4 блата до с. Дъбован, най-голямото с площ 4 ха, второ е източното с 2,3 ха, горното е 1,6 ха) и Брестово блато (1,3 ха). Общата площ на сега съществуващите блата е ок. 100 ха. Голяма част са обработваеми земи: зърнени култури, цвекло, слънчоглед, зеленчуци и др. Край село Гиген са останките от римския град Улпия Ескус.